# Boris Nikolajewitsch Schirjajew
Boris Nikolajewitsch Schirjajew (russisch Бори́с Никола́евич Ширя́ев, wiss. Transliteration Boris Nikolaevič Širjaev; * 27. Oktoberjul. / 8. November 1889greg. in Moskau, Russisches Kaiserreich; † 17. April 1959 in Sanremo, Italien) war ein russischer Dissident, GULag-Häftling, Journalist und Schriftsteller der zweiten Auswanderungswelle aus der Sowjetunion im Zuge des Zweiten Weltkrieges. Im Zuge der Besetzung der südrussischen Stadt Stawropol durch die deutsche Wehrmacht kollaborierte er mit den Besatzern durch die Herausgabe antisowjetischer Zeitungen und musste infolgedessen nach Italien fliehen. Er war Mitglied der Russisch-Griechisch-Katholischen Kirche in der Diaspora.

## Biografie
Boris Schirjajew wuchs in wohlhabenden Verhältnissen auf. Nach dem Abschluss eines Studiums an der historisch-philologischen Fakultät der Lomonossow-Universität Moskau war er als Lehrer und am Theater tätig. Anschließend studierte er an der Georg-August-Universität Göttingen im Deutschen Kaiserreich. Nach seiner Rückkehr nach Russland absolvierte er die Zar-Nikolai-Militärakademie in Sankt Petersburg. Im Sommer 1914 hatte Schirjajew die Aussicht auf eine vielversprechende wissenschaftliche Karriere als Philologe.

### Erster Weltkrieg und russischer Bürgerkrieg
Nach dem Ausbruch des Ersten Weltkriegs meldete sich Schirjajew freiwillig zum Dienst in der russischen Armee (17. Husarenregiment in Tschernigow) und stieg in den Rang eines Stabskapitäns auf. 1918 kehrte er nach dem Zusammenbruch der russischen Front in das von den Bolschewiki beherrschte Moskau zurück. Nach dem Ausbruch des Russischen Bürgerkriegs im Sommer 1918 trat Schirjajew aufgrund eigener Überzeugung in die gegen die Bolschewiki kämpfende Freiwilligenarmee ein. Er wurde von den Bolschewiki im Verlauf der Kämpfe gefangen genommen und von einem Revolutionstribunal zum Tode verurteilt. Einige Stunden vor seiner Hinrichtung konnte er nach Odessa fliehen. Von dort aus begab er sich nach Zentralasien, um dort weiterhin auf der Seite der Weißen Armeen zu kämpfen (→Uralarmee, →Ural-Kosakenheer). Nach dem vollständigen Sieg der roten Turkestanischen Front über diese Kosaken-Formation (→Ural-Gurjew-Operation) und der Flucht der letzten 214 Kosaken aus Fort Alexandrowsk über die Persische Grenze am 2. Juni 1920 wurde Schirjajew im weiteren Verlauf zusammen mit anderen weißen Soldaten von den persischen Behörden an die Rote Armee ausgeliefert.

### Leben in der Sowjetunion
Nachdem Schirjajew persönlich vom Oberkommandierenden der Turkestanischen Front Michail Frunse begnadigt worden war, arbeitete er im heutigen Turkmenistan als Hirte. Er träumte jedoch immer davon, nach Russland zurückzukehren und begab sich illegalerweise nach Moskau. Dort wurde er 1922 verhaftet. Schirjajew wurde zunächst zum Tode verurteilt. Dieses Urteil jedoch wurde in eine 10-jährige Haftstrafe im  „Solowezker Lager zur besonderen Verwendung“ (SLON) umgewandelt. Neben harter körperlicher Arbeit konnte Schirjajew am Lagertheater teilnehmen und arbeitete bei der Herstellung der Zeitschrift „Die Solowezki-Inseln“ mit. Dies war möglich, da man in den 1920er Jahren annahm, durch den Aufenthalt im SLON die Häftlinge zu aktiven Sowjetbürgern umerziehen zu können. In den Jahren 1925 und 1926 konnte er die Kurzgeschichte „1237 Zeilen“ (Zeitschrift „Die Solowezki-Inseln“ 1926, Ausgabe 4) und mehrere Gedichte veröffentlichen. Zusammen mit W.N. Glubowski sammelte er Lagerfolklore, die in einem separaten Buch veröffentlicht wurde. 1927 wurde die Haftstrafe im SLON in eine Verbannungsstrafe in Zentralasien umgewandelt, wo Schirjajew als Journalist arbeiten konnte und an der Universität von Taschkent Vorlesungen hielt. In dieser Zeit publizierte er viele wissenschaftliche Beiträge, wovon der Artikel Ein supranationaler Staat auf dem Territorium Eurasiens 1927 sogar in Paris veröffentlicht wurde. Als er 1932 nach dem Ende der Verbannung in seine Heimatstadt zurückkehren wollte, wurde Schirjajew in Moskau als ehemaliger SLON-Häftling präventiv erneut verhaftet und für drei Jahre in die Stadt Rossosch in der Oblast Woronesch verbannt.
Nach dem Ende dieser Verbannungsfrist lebte Schirjajew von 1935 bis 1942 in Südrussland und im Nordkaukasus in Stawropol und Tscherkessk. Von den Verfolgungen des Großen Terrors blieb er verschont. Vor dem Beginn des Deutsch-Sowjetischen Krieges gelang es Schirjajew hin und wieder als Lehrer zu arbeiten und Vorträge an Hochschuleinrichtungen des Krai Nordkaukasus zu halten. Zu Beginn des Krieges unterrichtete Schirjajew am Pädagogischen Institut Stawropol Geschichte der russischen Literatur. In dieser Zeit heiratete er seine Studentin Nina Kapralowa.

### Kollaboration mit der deutschen Wehrmacht und Flucht nach Italien
Nach der Besetzung Stawropols durch deutsche und rumänische Truppen am 3. August 1942 (→Fall Blau) und der Schließung des Pädagogischen Instituts leitete Schirjajew die Redaktion der Zeitung „Stawropolskoe Slowo“, deren erste Ausgabe eine Woche nach der Ankunft der Deutschen auf vier Seiten veröffentlicht wurde. Sie war eindeutig antisowjetischer Natur, obwohl nur Nachrichten von der Front der deutschen Zensur unterworfen waren. Er betrachtete die Ankunft der deutschen Truppen als Gelegenheit, erneut gegen die Herrschaft der Kommunistischen Partei in der Sowjetunion vorzugehen. Vier Monate später wurde die in „Utro Kawkasa“ umbenannte Zeitung im gesamten Nordkaukasus verteilt. Neben diesen Publikationen half Schirjajew Landsleuten und erreichte die Freilassung einer Reihe von Kriegsgefangenen, wobei er seine eigene Position mehrfach riskierte. Das Problem der russischen Patrioten, die bereit waren, zum Wohl des russischen Volkes mit den Deutschen zusammenzuarbeiten, thematisierte er später in seinem Roman „Kudejarow Eiche“.
In Folge der deutschen Niederlage in der Schlacht von Stalingrad näherte sich die Rote Armee Stawropol, das am 21. Januar 1943 zurückerobert wurde. Schirjajew floh zusammen mit seiner Familie und den deutschen Truppen, wobei er zeitgleich die antisowjetische Zeitung „Melitopol Krai“ herausgab. Im Juni 1943 wurde er auf die Halbinsel Krim evakuiert, wo er in der Folgezeit als Redner auf anti-bolschewistischen Kundgebungen auftrat und die deutschfreundliche Zeitung „Stimme der Krim“ veröffentlichte. In Simferopol wurde er mit der Tapferkeits- und Verdienstauszeichnung für Angehörige der Ostvölker ausgezeichnet. 1944 reiste er nach Berlin und von dort aus nach Belgrad.
Dort verbrachte Schirjajew mehrere Monate, nachdem die Krim ab April 1944 von der Roten Armee zurückerobert wurde (→Schlacht um die Krim). Im Februar 1945 wurde er mit seiner Familie nach Norditalien transportiert, wo er zwei Monate im Hauptquartier des XV. SS Kosaken-Kavallerie-Korps arbeitete und die Zeitung „Kosakenland“ herausgab.(→Helmuth von Pannwitz). Nach dem Rückzug der Kosaken nach Österreich blieb er Mai 1945 in Italien und landete in einem Lager für DP in Capua.

### Schriftsteller in Italien

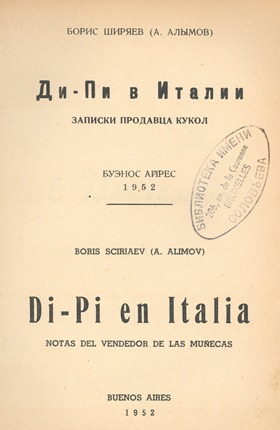
Titelseite der Erstausgabe von Schirjajews autobiografischem Bericht „DP in Italien“ (Buenos Aires, 1952)

In Italien musste Schirjajew seinen Lebensunterhalt mit verschiedenen Gelegenheitsarbeiten verdienen um sich Zeit zu verschaffen, um Prosa und literarische Artikel schreiben zu können. Diese Periode umfasst seine Veröffentlichungen in den russischen Zeitschriften „Renaissance“ (seit 1950) und „Grani“ (seit 1952). Nach Ausführungen des Historikers Michail G. Talalai wurde Schirjajew zu dieser Zeit endgültig zum Schriftsteller. 1946 veröffentlichte Schirjajew in italienischer Sprache die wissenschaftliche Arbeit „Rezension der russischen Gegenwartsliteratur“ (Venedig, 1946). Dann erschien in Rom die Geschichte „Solowezker Mette“, die später in sein Buch „Die ewige Lampe“ aufgenommen wurde. Die ersten drei Bücher von Schirjajew – „DP in Italien“ (1952), „Ich bin ein Russe“ (1953) und „Lichter des russischen Landes“ (1953) – wurden in Buenos Aires mit Unterstützung des in Argentinien lebenden monarchistischen Publizisten Iwan Solonewitsch veröffentlicht, dessen Bruder Boris Solonewitsch ebenfalls auf den Solowezki-Inseln inhaftiert war.
Das bedeutendste Werk Schirjajews mit dem Titel „Die ewige Lampe“, das seinem Aufenthalt im Lager auf den Solowezki-Inseln gewidmet ist, wurde Mitte der 1920er Jahre begonnen und 1950 fertiggestellt. Es ist eine autobiografische Sammlung von Erzählungen über Erlebnisse des Autors im SLON. Das Buch, das dem Künstler Michail Nesterow gewidmet ist, wurde erstmals 1954 im Tschechow-Verlag in New York veröffentlicht. Die zweite Ausgabe dieses Buches wurde 1991 in der UdSSR vom Moskauer Verlag „Stoliza“ nachgedruckt.
In dieser Zeit ging es Schirjajew und seiner Familie sehr schlecht. Er litt an Lungentuberkulose und erhielt lediglich die Lebensmittelrationen aus dem Flüchtlingslager. Mit seinen literarischen Arbeiten verdiente er zunächst überhaupt kein Geld. Deswegen war er häufig dazu gezwungen zu betteln und lebte in ständiger Angst vor der Auslieferung in die Sowjetunion. (→Operation Keelhaul) Der ignorante Umgang der westeuropäischen Staaten mit den sowjetischen Flüchtlingen wird heute von russischen Autoren als dunkler Fleck der Geschichte bezeichnet.
Schirjajew erhielt keine religiöse Erziehung, entdeckte aber auf den Solowezki-Inseln den christlichen Glauben und konvertierte in Italien zum Katholizismus, um nicht an die sowjetischen Behörden ausgeliefert zu werden. Er übersetzte die Hymne von Franz von Assisi in die russische Sprache. Die Sammlung „Religiöse Motive in der russischen Poesie“ war das letzte Buch des Schriftstellers, das nach seinem Tod vom katholischen Verlag Leben mit Gott veröffentlicht wurde. Schirjajew starb am 17. April 1959 in Sanremo, wo sein Grab noch erhalten ist. Nach seinem Tod wanderte seine Frau Nina zusammen mit ihrem Sohn Lolly Borisowitsch in die Vereinigten Staaten aus. In den Reihen der amerikanischen Armee nahm Lolly am Vietnamkrieg teil.

## Werke
Zurzeit (Stand Oktober 2020) ist kein einziges Buch Schirjajews in die deutsche Sprache übersetzt worden.
Folgende Schriften Schirjajews erschienen in der Lagerzeitung des SLON im Zeitraum von 1924 bis 1926:
- Über den Schorf [an den Händen] des Hauers und Solowezki Balanda: Gedanken und Fakten (russisch О коросте блатной и соловецкой баланде : мысли и факты). Zeitschrift „SLON“, Nr. 9/10 1924, S. 90–91
- Vor langer Zeit; Uschkuinaja: Aus der Serie «Solowki» (russisch Давнее ; Ушкуйная : Из цикла «Соловки»). Zeitschrift „SLON“, Nr. 1 1925, S. 37–38
- Über aufstrebende Dichter (russisch О начинающих поэтах). Zeitschrift „SLON“, Nr. 1 1925, S. 89–90
- Menuett des Mönches [Gedicht] (russisch Иночий менуэт : [стихотворение]). Zeitschrift „die Solowezki Inseln“, Nr. 2 1925, S. 36
- Solowezker Fichte: (Eindrücke während der [Bestands]Protokollierung) (russisch Ели соловецкие : (впечатления с лесоразработок)). Zeitschrift „die Solowezki Inseln“, Nr. 3 1925, S. 94–95
- Dialektik heute [Gedicht] (russisch Диалектика сегодня : [стихотворение]). Zeitschrift „die Solowezki Inseln“, Nr. 3 1925, S. 3–4
- Mai : Gedicht (russisch Май : стихотворение). Zeitschrift „die Solowezki Inseln“, Nr. 4/5 1925, S. 5
- 1237 Zeilen (russisch 1237 строк). Zeitschrift die Solowezki Inseln, Nr. 4 1926, S. 28ff
- Käse : [Auszug aus dem Buch „Wolfspfade“] (russisch Сыр : [отрывок из книги «Волчьи тропы»]). Zeitschrift „die Solowezki Inseln“, Nr. 5/6 1926, S. 3–14
- Turkestanische Gedichte (russisch Туркестанские стихи). Zeitschrift „die Solowezki Inseln“, Nr. 5/6 1926, S. 42–45

Folgende Aufsätze veröffentlichte Schirjajew zur Zeit seiner Verbannung nach Taschkent (Zentralasien):
- Ein supranationaler Staat auf dem Territorium Eurasiens, in P. N. Sawizki (Hrsg.): „Eurasische Chronik“, Ausgabe 7 1927, Paris[4]

Folgende Werke hat Boris Schirjajew während seiner letzten Lebensjahre in Italien in russischer Sprache veröffentlicht (ohne Anspruch auf Vollständigkeit):
- DP in Italien (russisch Ди-Пи в Италии). Buenos Aires 1952
- Ich bin ein Russe (russisch Я – человек русский!). Buenos Aires, 1953
- Lichter des russischen Landes (russisch Светильники Русской Земли). Buenos Aires, 1953
- Die ewige Lampe (russisch Неугасимая лампада). New York. 1954
- Der letzte Meister (russisch Последний барин). 1954
- Zum Problem der Intelligenz in der UdSSR (russisch К проблеме интеллигенции СССР). München 1955
- Kudejarow Eiche (russisch Кудеяров дуб). Frankfurt am Main. 1958[3]
- Religiöse Motive in der russischen Prosa (russisch Религиозные мотивы в русской поэзии). Brüssel 1960.